# The Light (David Hodges)
The Light è un EP di David Hodges.

## L'album
È la sua quarta pubblicazione solista, nonché terza ed ultima scritta per la comunità cristiana The Summit Church. 
 A differenza dei precedenti lavori, questo EP non è prodotto da Ben Moody, ma dallo stesso Hodges. 
 L'EP contiene cinque tracce: la seconda, You Are the Light, è ripresa dal precedente EP senza alcuna modifica; la terza, World on Fire, venne successivamente ripresa ed inserita nei primi due album dei The Age of Information, The Beauty and the Tragedy (2004) e More than This (2006); la quarta, Lost in December, è l'unica "outtake" (originariamente doveva far parte di Musical Demonstrations Pt.1) della sua discografia solista ad essere stata pubblicata ufficialmente (anche se in una versione molto diversa, più lenta e con un ponte durante il quale suona anche il resto della band).

## Tracce
Testi di David Hodges, tranne dove indicato. Musiche di David Hodges.
1. Intro – 0:42
2. You Are the Light (Hodges, Will Reedy, Leslie Harper) – 3:51
3. World on Fire – 2:03
4. Lost in December – 4:34
5. Glory to God – 2:03

## Formazione
- David Hodges – voce, pianoforte, chitarra
- Brad Riggins – tastiere
- Casey Gerber – basso
- Mark Colbert – batteria, percussioni

### Collaborazioni
- Hannah Hodges – cori in You Are the Light; seconda voce in Lost in December
- Ben Moody – chitarra solista in You Are the Light